# Rivière Volant
Pour les articles homonymes, voir Volant.
La rivière Volant est un affluent de la rivière Betsiamites, coulant dans le territoire non organisé de Lac-au-Brochet, dans la municipalité régionale de comté (MRC) de la Haute-Côte-Nord, dans la région administrative de la Côte-Nord, au Québec, au Canada. Le cours de la rivière forme presqu’entièrement la limite nord de la zec de Forestville, sauf la zone de proximité du lac de tête.
La route 385 qui relie Forestville et Labrieville, coupe le milieu de la rivière Volant. Cette route est rattachée vers le sud-ouest à la route 138 qui longe la rive nord-ouest du fleuve Saint-Laurent. Une route forestière relie le village de Labrieville-Sud à la route 385, desservant le cours inférieur de la rivière Volant ; cette route forestière passe à l'ouest du lac Walsh et à l'est (donc au pied) du barrage de la centrale Bersimis-2,,.
La foresterie constitue la principale activité économique du secteur ; les activités récréotouristiques, en second.
La surface de la rivière Volant est habituellement gelée de la fin novembre au début avril, toutefois la circulation sécuritaire sur la glace se fait généralement de la mi-décembre à la fin mars.

## Géographie
La rivière Volant prend sa source à l’embouchure du lac Chamberland (longueur : 0,6 km ; altitude : 441 m), situé dans le territoire non organisé du Lac-au-Brochet. Ce lac est situé juste au nord de la limite de la zec de Forestville, à :
- 6,9 km à l'ouest du lac Forrest ;
- 11,4 km au sud-est de la route 385 ;
- 17,1 km au sud de l’embouchure de la rivière Volant ;
- 18,6 km au sud du barrage de la centrale Bersimis-2 ;
- 55,7 km à l'ouest de l’embouchure de la rivière Betsiamites (confluence avec le fleuve Saint-Laurent) ;
- 43,1 km au nord-ouest du centre-ville de Forestville[2],[5].

À partir du lac Jim, la rivière Volant coule sur 23,5 km vers le nord, entièrement en zone forestière, principalement dans la zec de Forestville, selon les segments suivants :
- 7,2 vers le nord-est, jusqu’au ruisseau Clair (venant de l’est) lequel draine notamment les lacs Forano, de l’Alouette, Boston et du Hibou ;
- 1,9 km vers le nord, jusqu’à la décharge du lac Marc et du lac Guy (venant du nord-ouest) ;
- 5,2 km vers le nord-est, jusqu’à la décharge du lac Juanita (venant du nord-ouest) ;
- 2,9 km vers le nord-est jusqu’à la route 385. Note : ce point correspond à la décharge de la rivière Virot (venant du nord-ouest) ;
- 6,3 km vers le nord dans une vallée de plus en plus encavée, en recueillant la décharge (venant du l’Est) du lac Walsh et la décharge (venant de l’est) du lac Dick, puis en formant un crochet vers l'ouest, jusqu’à la confluence de la rivière[2].

La rivière Volant se déverse sur la rive sud de la rivière Betsiamites, dans Lac-au-Brochet. Cette embouchure est située à :
- 5,3 km au nord-est de la route 385 laquelle relie  Labrieville à Forestville ;
- 3,7 km à l'ouest du barrage de la Centrale Bersimis-2 ;
- 23,8 km au sud-est du centre du village de Labrieville ;
- 5,2 km à l'ouest du centre du village de Labrieville-Sud ;
- 51,1 km au nord-ouest du centre-ville de Forestville ;
- 51,6 km à l'ouest de l'embouchure de la rivière Betsiamites ;
- 83,1 km au sud-est du centre-ville de Baie-Comeau[2],[6]

## Toponymie
Le toponyme « rivière Volant » évoque le mérite d’un arpenteur Innu qui participait de 1951 à 1956, à la construction des barrages Bersimis-1 et Bersimis-2. La compagnie Acres effectuait des travaux d'arpentage afin de délimiter le pourtour de la montée des eaux. Dénommé Volant, un Innu agissait alors à la fois à titre d'aide-arpenteur (communément appelé homme d'instruments) et de chef d'équipe des Innus qui participaient également à ces  travaux.
Le toponyme de rivière Volant a été officialisé le 15 juillet 1970 à la Banque des noms de lieux de la Commission de toponymie du Québec.